# Dåjomsjön
Dåjomsjön är en sjö i Arvidsjaurs kommun i Lappland och ingår i Piteälvens huvudavrinningsområde. Sjön har en area på 0,313 kvadratkilometer och ligger 249 meter över havet. Dåjomsjön ligger i Piteälven Natura 2000-område.

## Delavrinningsområde
Dåjomsjön ingår i det delavrinningsområde (731552-169271) som SMHI kallar för Ovan VDRID = Grundträskbäcken i Piteälvens vatten*. Medelhöjden är 241 meter över havet och ytan är 52,54 kvadratkilometer. Räknas de 502 avrinningsområdena uppströms in blir den ackumulerade arean 6 791,5 kvadratkilometer. Avrinningsområdets utflöde Piteälven mynnar i havet. Avrinningsområdet består mestadels av skog (81 procent). Avrinningsområdet har 1,69 kvadratkilometer vattenytor vilket ger det en sjöprocent på 3,2 procent.